# Ахмад, Джо
Шейх Махмуд (Джо) Ахмад (англ. Sheikh Mahmood (Joe) Ahmad, 25 июня 1942) — британский хоккеист (хоккей на траве), нападающий.

## Биография
Джо Ахмад родился 25 июня 1942 года.
Играл в хоккей на траве за Королевские ВВС.
В 1972 году вошёл в состав сборной Великобритании по хоккею на траве на Олимпийских играх в Мюнхене, занявшей 6-е место. Играл на позиции нападающего, провёл 6 матчей, забил 1 мяч в ворота сборной Нидерландов.